# Медицинский университет Астана
Медици́нский университе́т Астана — высшее учебное медицинское учреждение в городе Астана, основанное по приказу Совета Министров КазССР от 26 октября 1964 года. Первоначально университет носил название Целиноградский Государственный Медицинский Институт (ЦГМИ), в 2009 году был переименован в Медицинский университет Астана и стал первым акционерным обществом среди медицинских вузов Казахстана.

## История

### Открытие института
Постановление об открытии института было принято 26 октября 1964 года Советом Министров КазССР. Организатором и координатором будущего института был назначен кандидат медицинских наук А. Р. Рахишев. Начиная с октября 1964 года для преподавательской деятельности в ЦГМИ прибыли преподаватели из Алматы, среди них кандидаты медицинских наук Станислав Дмитриевич Полетаев и П. А. Пак, а также кандидат наук, заведующая кафедрой биологии Р. Н. Гагарина. К 5 ноября в институте числилось 15 преподавателей и были организованы кафедры биологии, латинского языка, нормальной анатомии, иностранных языков и несколько позже кафедры химии и физики. Занятия в институте начались 12 декабря 1964 года.

### Правление ВУЗа
Первым ректором института в 1964 году был назначен кандидат медицинских наук Станислав Дмитриевич Полетаев, работавший в Казахском научно-исследовательском институте туберкулёза заместителем директора по научной работе. Проректором по учебной работе назначили доцента, кандидата медицинских наук А. Р. Рахишева, ранее работавшего в Карагандинском медицинском институте. Он же возглавил и одну из первых кафедр — нормальной анатомии. Методическую комиссию, организованную в мае 1965 года, возглавил доцент Ф. С. Балакин. Функции Учёного Совета выполняло межкафедральное совещание вплоть до 22 июня 1965 года, когда приказом Министерства здравоохранения КазССР был утвержден первый состав Ученого Совета института в составе 17 человек. При Полетаеве были сформированы все основные кафедры института и построено первое студенческое общежитие. В 1970 году на смену Полетаеву пришёл кандидат медицинских наук, доцент Николай Михайлович Хоменко. В этом же году в институте открылся диссертационный совет по защите кандидатских диссертаций по специальностям «Хирургия» и «Нормальная анатомия», ставший первым в Астане. Также было начато строительство двух новых корпусов общежития и была проведена модернизация лекционных залов. После Хоменко, в 1978 году, институт возглавил профессор Валентин Гаврилович Корпачев, крупный ученый-патофизиолог и основоположник экспериментальной реаниматологии в Республике Казахстан. В институте были организованы клубы по интересам, были достроены студенческие общежития.
С 1997 года институт возглавил член-корреспондент НАН Райс Кажкенович Тулебаев. В тот же год институт был преобразован в Акмолинскую государственную медицинскую академию. До 2001 года в академии были открыты 3 диссертационных совета. С 2001 года академию возглавил профессор Полат Казымбетович Казымбет, крупный ученый в области медицинской радиобиологии. При нём был открыт факультет усовершенствования врачей с 6 кафедрами: акушерства и гинекологии, травматологии и ортопедии, педиатрии, хирургии, внутренних болезней, анестезиологии и реаниматологии. В 2004 году академию возглавил академик АМН РК, профессор, доктор медицинских наук Жаксылык Акмурзаевич Доскалиев. При академии было создано учебно-методическое объединение медицинских вузов РК и открыт отдел развития государственного языка. Стал выпускаться ежеквартальный научно-практический журнал республиканского значения «Оториноларингология». С октября 2007 академию возглавил доктор медицинских наук Тимур Салаватович Тапбергенов. При нём постановлением Правительства Республики Казахстан № 451 от 13 мая 2008 года республиканское государственное казенное предприятие «Казахская государственная медицинская академия» Министерства здравоохранения Республики Казахстан реорганизована в акционерное общество «Казахская медицинская академия» со стопроцентным участием государства в уставном капитале. С декабря 2008 года академию возглавил доктор медицинских наук, профессор, заслуженный деятель РК, Ph.D. Жаксыбай Шаймарданович Жумадилов. 6 января 2009 года АО «Казахская медицинская академия» преобразована в АО «Медицинский Университет Астана», который вошёл в состав Национального медицинского холдинга.
С 2010 года по 2019 год университет возглавлял доктор медицинских наук, заслуженный деятель Республики Казахстан Мажит Зейнуллович Шайдаров.
В 2019 году ректором был назначен бывший министр образования Литвы профессор Дайнюс Павалькис, который проработал на должности ректора столичного медвуза до 2021 года.
С ноября 2021 года на должность ректора вступил Камалжан Талгатович Надыров.
С января 2025 года на должность ректора вступила Турмухамбетова Анар Акылбековна 
| Ректоры университета | Ректоры университета | Ректоры университета                                              | Ректоры университета              |
| #                    | Дата                 | Титул                                                             | Имя                               |
| -------------------- | -------------------- | ----------------------------------------------------------------- | --------------------------------- |
| 1                    | 1964-1970            | Кандидат медицинских наук                                         | Полетаев, Станислав Дмитриевич    |
| 2                    | 1970-1978            | Кандидат медицинских наук, доцент                                 | Хоменко, Николай Михайлович       |
| 3                    | 1978-1997            | Профессор                                                         | Корпачев, Валентин Гаврилович     |
| 4                    | 1997-2001            | Член-корреспондент НАН, профессор, доктор медицинских наук        | Тулебаев, Райс Кажкенович         |
| 5                    | 2001-2004            | Профессор                                                         | Казымбет, Полат Казымбетович      |
| 6                    | 2004-2007            | Академик АМН РК, профессор, доктор медицинских наук               | Доскалиев, Жаксылык Акмурзаевич   |
| 7                    | 2007-2008            | Доктор медицинских наук                                           | Тапбергенов, Тимур Салаватович    |
| 8                    | 2008-2010            | Заслуженный деятель РК, профессор, доктор медицинских наук, Ph.D. | Жумадилов, Жаксыбай Шаймарданович |
| 9                    | 2010-2019            | Заслуженный деятель РК, доктор медицинских наук                   | Шайдаров, Мажит Зейннулович       |
| 10                   | с 2019               | Доктор медицинских наук                                           | Дайнюс, Павалькис                 |

### Научная и педагогическая деятельность
После основания института осенью 1964 года на первый курс поступило 100 студентов. В феврале 1965 года из Алма-Атинского, Карагандинского, Семипалатинского и других медицинских институтов на второй курс были переведены ещё 100 студентов.
К 1967 году было сформировано в общей сложности 35 кафедр. В 1973 году была организована первая межкафедральная научно-исследовательская лаборатория.
К 1974 году в университете было защищено 15 докторских и 72 кандидатских диссертаций, а на 35 кафедрах работали 226 преподавателей, из них 4 доктора и 86 кандидатов медицинских наук. В университете обучалось более 2400 студентов.
В 1989 году был организован факультет по подготовке средних медицинских работников, а в 1990 году на базе межкафедральной лаборатории открылась центральная научно-исследовательская лаборатория.
Первое казахское отделение открылось в университете в 1990 году. В тот же год к академии был присоединен степногорский факультет «Mедико-биологическое дело», а в 2002 году были открыты факультеты «Фармация», «Стоматология», «Факультет Восточной медицины» и «Факультет средних медработников».
На 2010 год в университете работали 51 доктор наук, 33 профессора, более 180 кандидатов наук и 69 доцентов. За время существования университета образование в нём получило более 13,5 тысяч врачей.
На 2025 год в университете  работают 1350 преподавателей, среди которых значительное число специалистов с высокими академическими степенями:
- Доктор PhD — 101 человек
- Доктор наук — 112 человек
- Кандидат наук — 254 человека[5]

| Кафедры университета на 1967 год | Кафедры университета на 1967 год | Кафедры университета на 1967 год                         | Кафедры университета на 1967 год |
| #                                | Год основания                    | Кафедра                                                  | Заведующий                       |
| -------------------------------- | -------------------------------- | -------------------------------------------------------- | -------------------------------- |
| 1                                | 1964                             | Кафедра латинского языка                                 | Н. М. Лемпель                    |
| 2                                | 1964                             | Кафедра биологии                                         | Р. Н. Гагарина                   |
| 3                                | 1964                             | Кафедра химии                                            | В. И. Вологина                   |
| 4                                | 1964                             | Кафедра иностранных языков                               | И. П. Сердюк                     |
| 5                                | 1964                             | Кафедра физиологии                                       | П. А. Пак                        |
| 6                                | 1964                             | Кафедра нормальной анатомии                              | А. Р. Рахишев                    |
| 7                                | 1964                             | Кафедра физики                                           |                                  |
| 8                                | 1964                             | Кафедра гистологии                                       | Ф. С. Балакин                    |
| 9                                | 1964                             | Кафедра нормальной физиологии                            | Р. Д. Колесинская                |
| 10                               | 1964                             | Кафедра философии                                        | Н. С. Гагарин                    |
| 11                               | 1964                             | Кафедра микробиологии                                    | В. А. Файншмидт                  |
| 12                               | 1964                             | Кафедра биохимии                                         | В. К. Захарова                   |
| 13                               | 1965                             | Кафедра патологической анатомии                          | Б. М. Шапиро                     |
| 14                               | 1965                             | Кафедра фармакологии                                     | Л. С. Гребнева                   |
| 15                               | 1965                             | Кафедра патологической физиологии                        | В. Р. Файтельберг-Бланк          |
| 16                               | 1965                             | Кафедра пропедевтики внутренних болезней                 | А. В. Кропельницкая              |
| 17                               | 1965                             | Кафедра общей хирургии                                   | В. М. Удод                       |
| 18                               | 1965                             | Кафедра оперативной хирургии                             | В. М. Клебанов                   |
| 19                               | 1966                             | Кафедра рентгенологии и радиологии                       | Ю. Г. Шендрик                    |
| 20                               | 1966                             | Кафедра общей гигиены                                    | И. И. Филатов                    |
| 21                               | 1966                             | Кафедра факультетской терапии                            | И. А. Мельник                    |
| 22                               | 1966                             | Кафедра факультетской хирургии                           | Ю. А. Волох                      |
| 23                               | 1966                             | Кафедра кожных и венерических болезней                   | А. П. Ващенкова                  |
| 24                               | 1967                             | Кафедра глазных болезней                                 | Н. Д. Кудряшова                  |
| 25                               | 1967                             | Кафедра ЛОР-болезней                                     | З. Ш. Шаихов                     |
| 26                               | 1967                             | Кафедра нервных болезней                                 | Р. В. Мамичев                    |
| 27                               | 1967                             | Кафедра туберкулеза                                      | С. Д. Полетаев                   |
| 28                               | 1967                             | Кафедра госпитальной терапии                             | Г. М. Казантинова                |
| 29                               | 1967                             | Кафедра госпитальной хирургии                            | Н. Ф. Хохлов                     |
| 30                               | 1967                             | Кафедра инфекционных болезней                            | В. П. Осипов                     |
| 31                               | 1967                             | Кафедра акушерства и гинекологии                         | Г. И. Забирова                   |
| 32                               | 1967                             | Кафедра психиатрии                                       | П. Г. Петраченков                |
| 33                               | 1967                             | Кафедра судебной медицины                                | С. В. Шершавкин                  |
| 34                               | 1967                             | Кафедра детских болезней                                 | Д. П. Чучупалов                  |
| 35                               | 1967                             | Кафедра социальной гигиены и организации здравоохранения | Ю. Д. Шитиков                    |

### Филиалы университета
Всего с 1997 по 2001 год на базе университета были основаны десять филиалов научных центров и научно-исследовательских институтов. Среди них такие как филиал НИИ кардиологии, филиал НИИ туберкулёза и филиал НЦ проблем формирования здорового образа жизни Республики Казахстан.
| Филиалы университета | Филиалы университета                              | Филиалы университета    |
| #                    | Филиал                                            | Директор                |
| -------------------- | ------------------------------------------------- | ----------------------- |
| 1                    | НЦ хирургии                                       | проф. К. К. Ахметов     |
| 2                    | НЦ охраны материнства и детства                   | проф. К. Ж. Кульбаева   |
| 3                    | НИИ онкологии и радиологии                        | проф. А. К. Макишев     |
| 4                    | НИИ туберкулеза                                   | проф. А. И. Колос       |
| 5                    | НЦ урологии                                       | д.м.н. Е. Ж. Енсебаев   |
| 6                    | НИИ кардиологии                                   | проф. Т. З. Сейсембеков |
| 7                    | НИИ кожно-венерических болезней                   | доц. Г. Р. Батпенова    |
| 8                    | НИИ глазных болезней                              | доц. З. У. Ахмедьянова  |
| 9                    | НЦ педиатрии и детской хирургии                   | проф. А. Е. Ерекешов    |
| 10                   | НЦ проблем формирования здорового образа жизни РК | проф. Е. Д. Даленов     |

## Факультеты
Медицинский университет Астаны предлагает широкий спектр образовательных программ на уровне бакалавриата, магистратуры, резидентуры и докторантуры, охватывающих ключевые направления современной медицины, здравоохранения, фармации и биомедицинских наук.
Факультеты:
- Факультет общей медицины
- Факультет лечебного дела, педиатрии, восточной медицины, медико-профилактического, медико-биологического и сестринского дела
- Факультет общественного здравоохранения, стоматологии, фармации, сестринского дела и медико-профилактического дела
- Факультет непрерывного профессионального развития и дополнительного образования[7]

Школы и другие учебные подразделения:
- Школа медицины
- Школа общественного здоровья и менеджмента
- Школа стоматологии
- Школа педиатрии
- Школа сестринского дела
- Школа фармации
- Интернатура
- Школа резидентуры[7]